# Bój pod Sieliszczami

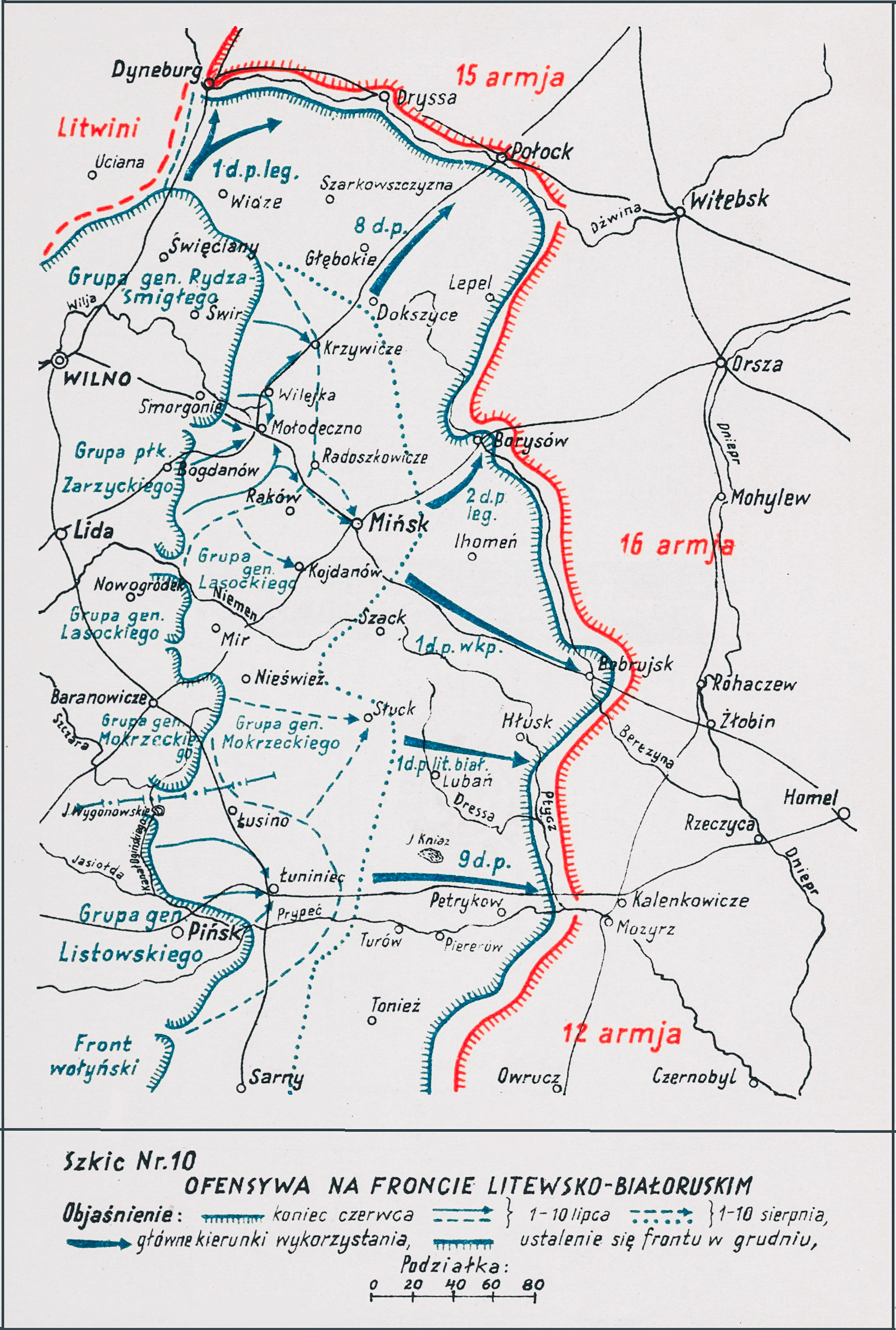
Adam Przybylski,
Wojna Polska 1918–1921

Bój pod Sieliszczami – walki polskiego 4 pułku piechoty Legionów z oddziałami sowieckimi toczone w pierwszym roku wojny polsko-bolszewickiej.

## Geneza
W drugiej połowie lipca 1919 Naczelne Dowództwie WP zakończyło prace nad planem szeroko zakrojonej operacji zaczepnej, której celem było opanowanie Mińska, Borysowa, Bobrujska i oparcie frontu o linię rzek Dźwiny i Berezyny.
W rozkazie operacyjnym Frontu Litewsko-Białoruskiego z 3 sierpnia 1919 przewidziano, że natarcie na Mińsk ubezpieczą na lewym skrzydle oddziały 1 Dywizji Piechoty Legionów w rejonie Mołodeczna, Wilejki, a na prawym skrzydle oddziały Grupy Operacyjnej gen. Lasockiego. 2 Dywizja Piechoty Legionów miała wykonać natarcie na miasto z północnego zachodu, a następnie miała ubezpieczyć Mińsk z kierunku Borysowa.
Po zajęciu Mińska 2 Dywizja Piechoty Legionów nacierała dalej w kierunku na Borysów i 18 sierpnia zajęła miasto. Uchwyciła też obszerny przyczółek na wschodnim brzegu Berezyny, który stworzył podstawę wyjściową dla wielu wypadów na tyły Armii Czerwonej.

## Walczące wojska
| Jednostka                       | Dowódca                   | Podporządkowanie          |
| Wojsko Polskie                  |                           |                           |
| 2 Dywizja Piechoty Legionów     | płk Henryk Minkiewicz     | Front Litewsko-Białoruski |
| ⇒ 4 pułk piechoty Legionów      | p.o. mjr Erwin Więckowski | 2 DP Leg.                 |
| – III/4 pułku piechoty Legionów | por. Kasza                |                           |
| Armia Czerwona                  |                           |                           |
| oddziały ACz                    |                           | 16 Armia                  |

## Wypad na Sieliszcze
Latem 1919 4 pułk piechoty Legionów mjr. Mieczysława Smorawińskiego obsadzał nad Berezyną 34 kilometrowy odcinek obrony. 10 listopada rozpoznanie stwierdziło obecność większych sił sowieckiej piechoty wzmocnionej artylerią w Sieliszczach i Tajlance. Przeciwnik, czując się bezpiecznie na tyłach frontu, nie wystawiał ubezpieczeń. 13 listopada pełniący obowiązki dowódcy 4 pułku piechoty Legionów mjr Erwin Więckowski rozkazał dowódcy III batalionu por. Władysławowi Kaszy zorganizować wyprawę „po armaty”. W wypadzie wziąć udział mieli żołnierze 9, 11 i 12 kompanii. W sumie grupa wypadowa miała liczyć 214 żołnierzy i pięć ckm-ów. 10 kompania i 3 kompania ckm pozostała na stanowiskach obronnych.
Działania na Sieliszcze por. Kasza rozpoczął o północy, ubezpieczając się patrolem z 11 kompanii. Maszerując lasami zbliżył się od południowego wschodu do miejscowości i tu podzielił batalion na dwie części. Dwa plutony pod dowództwem ppor. Zdzisława Rosołowskiego skierował na Tajlankę, gdzie stwierdzono obecność półbaterii artylerii ciężkiej, a pozostałe pododdziały pod dowództwem ppor. Witolda Rosołowskiego zaatakowały Sieliszcze.
Działając z zaskoczenia, siły główne grupy wypadowej zdobyły miejscowość. Także dwa wydzielone plutony opanowały Tajlankę, gdzie bez walki zdobyto dwa ciężkie działa. O świcie dowódca batalionu zarządził odwrót. Szpica tylna musiała odpierać ataki sowieckiej kawalerii, a pod wsią Miotcza czoło batalionu zostało zatrzymane ogniem sowieckiej broni maszynowej.
Do walki z czerwonoarmistami użyto zdobycznych armat, a obsługiwali je, nadzorowani przez Polaków, wzięci do niewoli sowieccy kanonierzy. Celny ogień dział zmusił nieprzyjaciela do opuszczenia wioski i otworzył batalionowi drogę odwrotu.
Za wzorowe przeprowadzenie wypadu pułk otrzymał depeszę gratulacyjną od dowódcy frontu i rozkaz pochwalny od dowódcy 2 Dywizji Piechoty:

Dzielnemu III bataljonowi 4 pułku piechoty Legjonów i jego dowódcy, porucznikowi Kaszy, za śmiały, pełen brawury wypad na wieś Miotczę, uwieńczony zdobyciem baterji bolszewickiej, wyrażam w imieniu służby pełne uznanie. Na specjalne wyróżnienie osobistą odwagą i dzielną postawą w trudnych warunkach tej akcji zasłużyli się oficerowie: podporucznicy Smidowicz, Witold Rosołowski, Zdzisław Rosołowski, Łopuszański i Kaniowski, podoficerowie: Grzybowski, Bytomski, Kuźnicki, Bijowski, Stankiewicz, Brajtling, Zadrożny, Janicki i Wiśniowski, legjoniści: Ogórek, Płóciennik, Wiejak, Pietrzak, Kutrzeba, Wolski, Gurgoń, Sobański, Adamczyk, Gołębiowski1, Lewandowski, Kopiński, Sujnoraj i wielu innych.

 (–) Minkiewicz, pułkownik

## Bilans walk
Podczas wypadu na Sieliszcze Polacy stracili dwóch poległych i dwóch rannych. Wzięto do niewoli czterdziestu jeńców, zdobyto dwa działa lekkie, dwa działa ciężkie i dwa ciężkie karabiny maszynowe.